# Carrosserie Etienne Brandone
Carrosserie Etienne Brandone (kurz: Brandone) war ein französischer Hersteller von Automobilkarosserien, der in der Zeit zwischen den Weltkriegen hochwertige Einzelstücke auf der Basis von Oberklasse-Chassis fertigte.

## Unternehmensgeschichte
Gründer des Unternehmens war Etienne Brandone (1893–1963), der – je nach Quelle – entweder in Nizza oder in der italienischen Region Piemont geboren wurde. Brandone hatte vor dem Ausbruch des Ersten Weltkriegs eine Ausbildung bei dem Karosseriehersteller Billeter & Cartier in Lyon absolviert. 1923 gründete er mit zwei Brüdern in der südfranzösischen Stadt Cannes den Betrieb Carrosserie Etienne Brandone. 1930 wurde Etienne Brandones Sohn Pierre (1914–1979) in den Betrieb aufgenommen.
Brandone konzentrierte sich von Beginn auf die wohlhabende Klientel der Côte d’Azur, für die er exklusive Karosserien anbot. Sie entstanden auf Chassis von Minerva, Citroën, Rolls-Royce, Delahaye, Delage, Ballot, Hispano-Suiza, Peugeot, Alfa Romeo und Voisin. Die Aufbauten Brandones hatten keinen eigenen, unverkennbaren Stil. Sie folgten, den Kundenwünschen entsprechend, vielmehr oft den Entwürfen der renommierten Pariser Karossiers Chapron oder Letourneur et Marchand. Einige von Brandones Aufbauten wurden deshalb fälschlich diesen Herstellern zugeschrieben.
Im Zweiten Weltkrieg ging die Karosserieproduktion bei Brandone zurück, kam aber nicht vollständig zum Erliegen. 1944 fertigte Brandone die Karosserien für das Elektrofahrzeug Électraph, von dem insgesamt etwa 40 Exemplare entstanden. Nach Kriegsende setzte Brandone den Karosseriebau zunächst fort; es entstanden Aufbauten für Chassis von Delahaye, Talbot und Ford.
1952 knüpfte Pierre Brandone kurzzeitig Kontakte nach Großbritannien. Neun Monate lang arbeitete er bei dem renommierten englischen Karosseriehersteller James Young. In den 1950er-Jahren lief die Karosserieproduktion bei Brandone langsam aus. Nach dem Tod Etienne Brandones im Jahr 1963 wurde der Betrieb vollständig eingestellt.